# Ermersricht
Ermersricht ist ein Dorf und ein Gemeindeteil von Weiden in der Oberpfalz.

## Geografie
Der Weiler Ermersricht liegt in Weidener Stadtteil Fichtenbühl etwa 400 Meter westlich der A93, 300 Meter zur Konradshöhe, sowie 1,2 Kilometer nach Frauenricht Knappe 2,5 Kilometer sind es zum Zentrum von Weiden.

### Entfernung zu Städten
| Bayreuth (51 Kilometer) | Hof (76 Kilometer)                          | Cheb (Eger) Tschechien (51 Kilometer) |
| Nürnberg (80 Kilometer) | Kompassrose, die auf Nachbargemeinden zeigt | Pilsen (Tschechien) (90 Kilometer)    |
| Amberg (31 Kilometer)   | Regensburg (71 Kilometer)                   | Cham (Oberpfalz) (62 Kilometer)       |

## Geschichte
Ermersricht entstand im Mittelalter als Rodungssiedlung. Es wurde im Jahre 1283 erstmals als Aermeinsreuth im niederbayerischen Salbuch erwähnt und auch Armasried oder Aermeinsrevt genannt. Den Landgraf erwarb 1373 den Weiler von den Ermesreutern, von dieser Familie wurde ein Bartholomäus Ermesreuter bekannt, der im Jahre 1411 Abt in Waldsassen wurde.
Nachdem es lange zur Gemeinde Moosbürg gehört hatte, wurde es 1914 nach Weiden eingemeindet. Trotz der Eingemeindung blieb das Dorf in seiner ursprünglichen Form bestehen.

### Einwohnerentwicklung 1914 bis 2023
| Jahr | Einwohner | Wohngebäude | Wohnungen | Gebäude | Pferde | Rinder | Quadratkilometer |
| ---- | --------- | ----------- | --------- | ------- | ------ | ------ | ---------------- |
| 1914 | 58        | 9           |           |         |        |        |                  |
| 1928 | 44        | 5           |           |         |        |        | 2,2              |
| 1970 | 26        |             |           |         |        |        |                  |
| 1977 | 39        | 23          |           |         | 1      | 68     |                  |
| 1978 | 26        |             |           |         |        |        |                  |
| 1987 | 58        | 5           | 7         |         |        |        |                  |
| 1988 | 38        | 6           |           |         |        |        |                  |
| 2023 | 18        | 6           |           |         |        |        |                  |

### Verkehr
Der Ort Ermersricht hat keinen Durchgangsverkehr. Es führt nur eine Straße aus dem Stadtteil Fichtenbühl (Konradshöhe) und eine aus dem Stadtteil Lerchenfeld (Gottlieb-Daimler Straße) an den Ortsrand. Von hier aus führen überwiegend land- und forstwirtschaftlich genutzte Wege in den Wald oder nach Frauenricht. Eine Bushaltestelle gibt es nicht.